# 46.
◄ | 1. stoljeće pr. Kr. | 1. stoljeće | 2. stoljeće | ►
◄ | 10-ih | 20-ih | 30-ih | 40-ih | 50-ih | 60-ih | 70-ih | ►
◄◄ | ◄ | 43. | 44. | 45. | 46. | 47. | 48. | 49. | ► | ►►
Astronomija • Književnost • Kršćanstvo

## Rođenja
- Plutarh, grčki povjesničar, biograf i esejist.

## Smrti
- Marko Vinicije, rimski konzul i namjesnik (p.n.e. 5. pr. Kr.)[1]
- Rhoemetalces III., rimski klijent, kralj Trakije (ubijen)
- Servije Asinije Celer, rimski političar (pogubljen)

## Vanjske poveznice
|  | Zajednički poslužitelj ima još gradiva o temi 46. |